# Стефан Кнежевич
Стефан Кнежевич (фр. Stefan Knezevic, нар. 30 жовтня 1996, Люцерн, Швейцарія) — швейцарський футболіст сербського походження, центральний захисник бельгійського клубу «Шарлеруа».

## Ігрова кар'єра

### Клубна
Стефан Кнежевич народився у місті Люцерн і є вихованцем місцевого однойменного клуба, де він починав займатися футболом з 2004 року. З 2014 року футболіста було переведено до першої команди але одразу для набуття ігрової практики він відбув в оренду у клуб «Буохс».
Дебютну гру в основі «Люцерна» Кнежевич провів у жовтні 2016 року у матчі Кубка Швейцарії. 9 квітня 2017 року Кнежевич зіграв першу гру в чемпіонаті країни. Влітку того ж року футболіст дебютував і в єврокубках, провівши матч у кваліфікації Ліги Європи проти хорватського «Осієка». А у вересні 2017 року Кнежевич продовжив контракт з клубом до 2020 року.
У червні 2021 року Кнежевич перейшов до бельгійського клубу «Шарлеруа», з яким підписав трирічний контракт.

### Збірна
У 2018 році Стефан Кнежевич провів три матчі у складі молодіжної збірної Швейцарії.

## Титули
Люцерн
 Переможець Кубка Швейцарії: 2020/21